# Birgitta Falk
Birgitta Falk (* 28. August 1961 in Bad Salzuflen) ist eine deutsche Kunsthistorikerin. Sie ist seit 2016 Leiterin der Aachener Domschatzkammer.

## Leben und Wirken
Falk studierte Kunstgeschichte, Baugeschichte und Geschichte an der Philosophischen Fakultät der RWTH Aachen und wurde dort 1992 mit ihrer Dissertation Bildnisreliquiare – zur Entstehung und Entwicklung der metallenen Kopf-, Büsten- und Halbfigurenreliquiare im Mittelalter promoviert.
Nach ihrer Promotion bereitete Falk von 1992 bis 1994 eine Ausstellung über die Werkstatt des Goldschmiedes Franz Xaver Hellner in Kempen vor. Anschließend wurde sie bis 1996 als Volontärin an den Staatlichen Museen in München übernommen. Danach wechselte sie an das Museum August Kestner in Hannover und leitete dort bis 1998 die Abteilung Kunsthandwerk. Im Anschluss daran war sie bis 2002 als wissenschaftliche Mitarbeiterin des Weserrenaissance-Museums in Lemgo tätig, bevor sie von 2002 bis 2016 zur Leiterin der Domschatzkammer Essen berufen wurde. Zugleich übernahm sie dort seit 2005 die Leitung der Schatzkammer St. Ludgerus in Essen-Werden. Schließlich trat sie im November 2016 die Nachfolge von Georg Minkenberg als Leiterin der Aachener Domschatzkammer an.
Falks wissenschaftlichen Schwerpunkte sind die Schatzkunst und die Skulpturen des Mittelalters und des Historismus. In Essen konzipierte sie unter anderem in den Jahren 2008/2009 die Ausstellung „Gold vor Schwarz – Der Essener Domschatz auf Zollverein“ im dortigen Ruhr Museum. Ihr bisher bedeutendstes Restaurierungsprojekt war in Essen die Sicherung und Konservierung der Goldenen Madonna in den Jahren 2003 bis 2005.

## Publikationen (Auswahl)
Falk veröffentlichte mehrere Monografien und Ausstellungskataloge und schrieb zahlreiche Aufsätze für renommierte Fachzeitschriften.